# Obdobje Muromači
Obdobje Muromači (室町時代 Muromači džidaj tudi Obdobje Ašikaga) je obdobje v japonski zgodovini med približno letoma 1336 in 1573. Zaznamuje ga vladavina šogunata Muromači ali Ašikaga (Muromači/Ašikaga bafuku), ki ga je leta 1338 (dve leti po obnovi Kenmu) uradno ustanovil Takaudži Ašikaga. Končalo se je leta 1573, ko je Nobunaga Oda iz prestolnice Kjota izgnal zadnjega šoguna v tej liniji, Jošiakija Ašikago.
Iz kulturnega vidika razdelimo obdobje na obdobje Kitajama in Higašijama (pozno 15. do zgodnje 16. stoletje).
Zgodnja leta med 1336 in 1392 je zaznamovala vojna med Južnim in Severnim dvorom, imenovana Nanboku-čo. Podporniki cesarja Go-Daiga so se stalno upirali novem šogunatu. Čas po letu 1465 imenujemo obdobje Sengoku ali »čas bojujočih se držav«. 

## Muromačibakufu
Kratkotrajna obnova cesarske vladavine (obnova Kenmu) cesarja Go-Daiga je osamila samurajski razred, zato si je Takaudži Ašikaga uspel pridobiti njihovo podporo in je uspel odstraniti cesarja. Leta 1338 je bil imenovan za šoguna in ustanovil vlado (bafuku) v Kjotu. Cesarju je uspelo uiti iz pripora in oživiti svojo politično moč v Nari. Sledeče obdobje vladavine Ašikaga (1336-1573) imenujemo obdobje Muromači po okrožju v Kjotu, kjer je že v času 3. šoguna Jošimicuja v letu 1378 v palači Hana-no-gošo (花の御所, Cvetna palača) bilo poveljstvo. Za razliko od Kamakure se pri Ašikagah ni vzpostavilo ravnovesje med cesarskim dvorom in šogunatom. Vseeno pa novi šogunat ni bil tako močan kot predhodnik, saj je bil prezaposlen z državljansko vojno. Šele v času šoguna Jošimicuja Ašikage (šogun 1368-94, svetnik 1394-1408) se je pojavil videz reda.
Jušimicu je (za razliko od šogunata Kamakura) dovolil svojim poveljnikom, da postanejo močni regionalni vladarji, ki so jih kasneje imenovali dajmjoji. Kasneje se je razvilo ravnovesje med šogunom in daimjoji. Tri pomembnejše družine daimjojev so menjaje se služile kot namestniki šoguna. Leta 1392 je Jošimicuju uspelo združiti oba dvora, a je kljub obljubi, da bo med cesarskima linijama večje ravnovesje, nadzor nad prestolom ostal v rokah Severnega dvora. Po Jošimicuju je linija šogunov slabela in se prelivala v roke daimjojev in drugih lokalnih velikašev, ki so lahko sami vplivali na izbor cesarja.
Čez čas so se pojavile težave z nasledstvom tudi znotraj družine Ašikaga, ki so se izrodile v oninsko vojno (1467-77). Kjoto je ostal razdejan, državna avtoriteta vlade bafuku pa je skopnela. Sledelo je stoletje vakuuma moči, ki je pahnil državo v anarhijo.

## Gospodarski in kulturni razvoj
Stik s kitajsko dinastijo Ming (1368-1644) je bil ponovno vzpostavljen v obdobju Muromači, ko je Kitajska iskala podporo za uničenje japonskih piratov ob obalah Kitajske. Imenovali so jih wokou (Japonci pa vako). Jošimicu je sprejel ta odnos, ki je trajal pol stoletja, saj je želel izboljšati odnose s Kitajsko in se znebiti piratov. Leta 1401 je oživil sistem prispevkov, opisal se je kot »Vaš podanik, kralj Japonske«. Trgovali so z japonskim lesom, žveplom, bakreno rudo, meči in zložljivimi pahljačami v zameno za kitajsko svilo, porcelan, knjige in kovance. Kitajci so menjavo smatrali za prispevke, Japonci pa kot dobiček.
V času bafukuja Ašikaga se je pojavila nova narodna kultura z močnimi vplivi Zen budizma, imenovana kultura Muromači. Iz sedeža bafukuja v Kjotu se je širila po vseh razredih družbe.

### Zen budizem
Zen budizem je igral osrednjo vlogo pri širitvi verskih učenj in praks, pa tudi umetnosti in kulture, ki je zaobjemala še vplive iz kitajskih dinastij Song, Yuan in Ming. Bližina cesarskega dvora in bafukuja je pomenila mešanje in druženje med člani cesarske družine, dvorjani, dajmjo, samuraji in svečeniki Zen budizma. V obdobju Muromači je cvetela raznorazna arhitektura, literatura, drama No, komedija kjogen, poezija, folklorna zabava sarugaku, obred pitja čaja, vrtnarjenje po krajini in aranžiranje cvetja.

### Šintoizem
Pojavilo se je prenovljeno zanimanje za šintoizem, ki je mnoga stoletja potihoma sobival z budizmom. Zaradi pomanjkanja lastnega pisanja in molitev je sinkretizem med obema, ki je izviral iz obdobja Nara, pomenil prisvajanje predvsem budističnih obredov šole Šingon. Med 8. in 14. stoletjem je budizem skoraj popolnoma absorbiral šintoizem, kar imenujemo rjobu šinto (dvojni šintoizem).
Mongolski invaziji konec 13. stoletja sta prebudili nacionalno zavest preko vloge vetra kamikaze, ki je premagal sovražnika. Manj kot 50 let kasneje (1339-43) je Čikafusa Kitabatake, vrhovni poveljnik Južnega dvora napisal Džinno Šotoki, ki je poudarjal pomen ohranjanja božanskega izvora cesarske linije iz Amaterasu do tedanjega cesarja. Ta pogoj je privedel do nacionalne politike kokutaj. Džinno Šotoki ponuja tudi šintoistični pogled na zgodovino, ki poudarja božanski izvor vseh Japoncev in duhovno nadmočjo nad Kitajsko in Indijo.

## Provincialne vojne in stiki s tujino
Oninska vojna (1467-77) je privedla do hude politične fragmentacije in ukinitvijo domen, kar je sprožilo boje za zemljo in moč med poglavarji buši, ki so se nadaljevali do sredine 16. stoletja. Kmetje so se upirali proti lastnikom zemlje, samuraji pa proti svojim gospodom; centralni nadzor je izginil. Cesarska hiša je ostala osiromašena, bafuku so nadzorovali poglavarji v Kjotu. Provincialne domene so postale manjše, zato jih je bilo lažje nadzirati. Manjši novi daimjo so se povzpeli iz vrst samurajev, ki so premagali svoje gospode. Nadzor nad mejami je bil poostren, gradili so dobro utrjene gradove in mesta na novoustanovljenih domenah, kjer so izvajali popise zemlje, gradili ceste in odpirali rudnike. Novi hišni zakoniki so priskrbeli praktično upravo in poudarjali dolžnosti in pravila obnašanja. Poudarjali so uspeh v vojni, upravljanje posestev in financ. Stroga pravila poročanja so varovala pred grozečimi zavezništvi. Plemstvo je bilo po karakterju vojaško, preostalo družbo pa je nadzoroval sistem vazalov. Posestva šoen so ukinili, plemstvo in odsotne lastnike zemlje pa razlastili. Novi daimjo so direktno nadzorovali zemljo, kmetje pa so bili v zameno za zaščito tlačani.

### Ekonomski učinek vojn med državami
Večina vojn v obdobju je bilo kratkih in lokaliziranih, dogajale pa so se povsod po Japonskem. Do 1500 je bila država povsem zajeta z državljanskimi vojnami. Namesto da bi te motile lokalna gospodarstva, je nenehno premikanje vojska spodbujalo rast transportacije in komunikacije, ki sta preko taks in pristojbin pomenile dodatni vir zaslužka. Za izogob takim stroškom se je trgovina premaknila v centralne regije, ki jih ni mogel nihče dolgo nadzorovati, in v Notranje morje Seto. Gospodarski razvoj in želja po zaščiti trgovskih dosežkov je privedla do ustanovitve trgovskih in obrtniških cehov.

### Zahodnjaški vpliv
Do konca obdobja Muromači so prispeli prvi Evropejci. Portugalci so se vsidrali v Tanegašimi južno od Kjušuja leta 1543, v dveh letih pa so se že redno vračali. Začelo se je stoletje trajajoče obdobje trgovine Nanban. Španci so prispeli leta 1587. Nizozemci pa leta 1609. Japonci so začeli preučevati evropsko civilizacijo, ki je prinašala trgovske priložnosti in resne politične izzive. Evropska streliva, tkanine, steklovina, ure, tobak in druge inovacije so trgovali v zameno za japonsko zlato in srebro. Manjši daimjo (predvsem na jugu Kjušuja) so si nabrali velika bogastva in moč. Provincialne vojne so postajale bolj smrtonosne s predstavitvijo streliva, kot so muškete in topovi, pa tudi večja uporaba pehotnih vojakov.

### Krščanstvo
Krščanstvo je vplivalo na Japonsko preko jezuitskih naporov, ki jih je prvi vodil španski misijonar Frančišek Ksaverij (1506-1552), ki je prispel na Kagošimo na jugu Kjušuja leta 1549. Med spreobrnjenci, ki so iskali boljše trgovske sporazume, so bili tudi daimjo in trgovci. Leta 1560 je postal tudi Kjoto središče misijonarske aktivnosti, 1568 je krščanski daimjo ustanovil pristanišče v Nagasakiju in ga leto kasneje predal v jezuitsko upravo. Do leta 1582 je bilo na Japonskem že 150.000 spreobrnjencev (2 % prebivalstva) in 200 cerkva. S povečano enotnostjo države se je toleranca bafukuja do teh tujih vplivov zmanjšala. Zakonska prepoved krščanstva se je zgodila leta 1587, pregon pa 1597. Čeprav je bila trgovina s tujino še vedno spodbujana, so jo bolj regulirali, leta 1640 pa je postala v obdobju Edo izločevanje in zatiranje kristjanov nacionalna politika.

## Dogodki
- Kamniti vrt Rjoan-dži1336: Takaudži Ašikaga osvoji Kjoto in prisili cesarja Go-Daiga v selitev na Južni dvor Jošino, južno od Kjota
- 1338: Takaudži se razglasi za šoguna, prestolnico preseli v okrožje Muromači in podpre Severni dvor
- 1392: Južni dvor se preda šogunu Jošimicu Ašikagu in cesarstvo je spet združeno
- 1397: Jošimicu Ašikaga zgradi Kinkaku-dži
- 1427: Ustanovitev Eda
- 1450: Kacumoto Hosokava zgradi Rjoan-dži
- 1467: Oninska vojna med fevdalnimi gospodi - daimjo
- 1489: Jošimasa šikaga da zgraditi Ginkaku-dži
- 1543: brodolomni; Portugalci uvedejo strelno orožje
- 1546: Udžijasu Hodžo, zmagovalec bitke pri Kavagoe, postane vladar regije Kanto
- 1549: Katoliški misjionar Frančišek Ksaverij prispe na Japonsko
- 1555: Motonari Mori, zmagovalec bitke pri Mijadžimi, postane vladar regije Čugoku
- 1560: Bitka pri Okehazami
- 1568: Daimjo Nobunaga Oda vkoraka v Kjoto in konča državljansko vojno[1]
- 1570: Ustanovljena je nadškofija v Edu, posvečeni so prvi jezuiti
- 1570: Bitka pri Anegavi
- 1573: Nobunaga Oda strmoglavi bafuku Muromači in razširi svoj nadzor nad vso Japonsko:281